# Franz Langheinrich

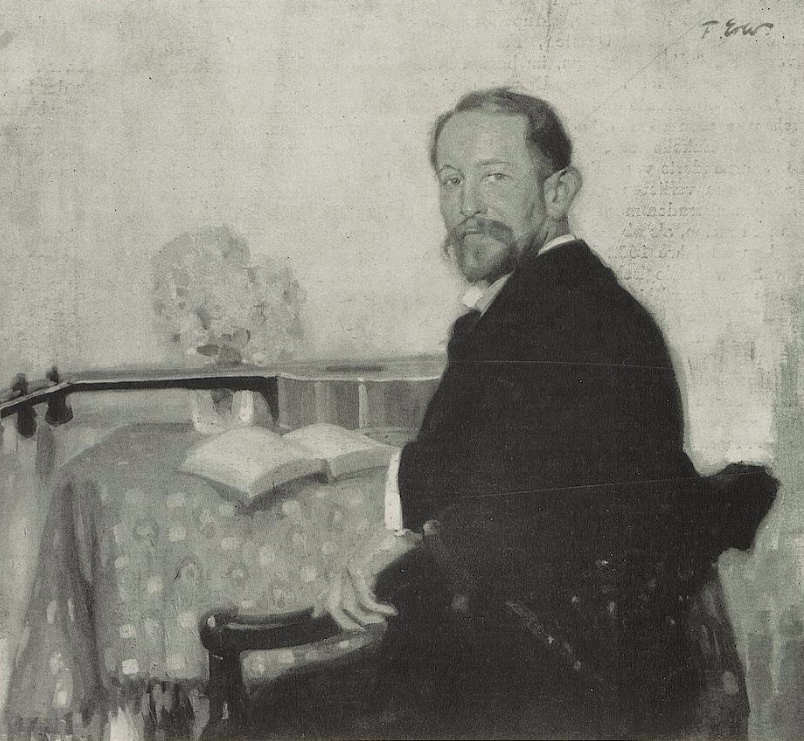
Franz Langheinrich, gemalt von Fritz Erler, ca. 1910/11

Franz Langheinrich (* 25. Mai 1864 in Leipzig; † 7. Mai 1945 in Rottach-Egern) war ein deutscher Erzähler und Lyriker.

## Leben
Bekannt wurde Franz Langheinrich vor allem durch seine Arbeit als Bildredakteur der Jugendstil-Zeitschrift „Jugend“ und gehörte damit neben Fritz von Ostini, Albert Matthäi und Georg Hirth zu den Hauptverantwortlichen. Langheinrich lebte in München und Gauting als Erzähler und Lyriker. Sein Volkslied „Rauscht ihr noch, ihr alten Wälder“ wurde von mehreren Komponisten vertont. In seinen Texten für den Würmtalführer lässt sich Langheinrichs kritische Haltung gegenüber dem „überhitzten Organismus“ des städtischen Lebens und ein Plädoyer für die Eigenheimsiedlung im Grünen entnehmen.
Langheinrich hielt am 11. Januar 1935 auf Einladung der völkisch geprägten Deutschen Kunstgesellschaft im Künstlerhaus am Lenbachplatz in München eine Rede über den „Bolschewismus in der Politik und in der Zukunft“, die zum Kampf der Künstler gegen die marxistischen Strömungen in der Kunst aufrief. Die Rede wurde unter den Münchner Künstlern derart begeistert aufgenommen, dass sie sich in einer gemeinsamen Willensbekundung an den damaligen Reichsleiter des Kulturamtes für Kunstpflege Alfred Rosenberg wendeten. Ab Juli 1935 verantwortete Langheinrich den Münchner Teil der nationalsozialistischen Kunstzeitschrift Das Bild.

## Rezeption
Nachdem der Landesverband Thüringen der Alternative für Deutschland Langheinrichs Liedtext Rauscht ihr noch, ihr alten Wälder von 1912 in ihrem Wahlprogramm zur Landtagswahl 2024 verwendete, stellte der Grünen-Politiker Bernhard Stengele vor der Wahl Anzeige wegen des Verdachts auf Volksverhetzung. Die Staatsanwaltschaft Erfurt sah keinen Straftatbestand und lehnte Ermittlungen in der Sache ab.

## Werke
- An das Leben. Gedichte. Mit künstlerischen Beiträgen und Buchschmuck von Max Klinger und Otto Greiner. 1907
- Gedichte. 1924
- Käthchen Schönkopf. Erzählungen aus Goethes Leipziger Studentenzeit. 1925
- Friederike Brion. Erzählungen aus Goethes Straßburger Studentenzeit. 1926
- Im Herzen des Würmtales. Wanderungen durch Geschichte und Landschaft des Würmtales von Gräfelfing bis Gauting. Amtlicher Führer in Wort und Bild. 1929
- Der Maler Otto Pippel (zusammen mit Otto Pippel). 1932